# Aldrich (Minnesota)
Pour les articles homonymes, voir Aldrich.
Aldrich est une ville américaine située dans le Comté de Wadena, dans le Minnesota. Selon le recensement de 2010, sa population est de 48 habitants.